# Cryptolabis (Cryptolabis) umbrosa
Cryptolabis (Cryptolabis) umbrosa is een tweevleugelige uit de familie steltmuggen (Limoniidae). De soort komt voor in het Neotropisch gebied.